# 大内俊司
大内 俊司（おおうち しゅんじ、1914年7月20日 - 2001年7月4日）は、日本の経営者。山陽特殊製鋼社長を務めた。岐阜県出身。

## 経歴
1938年に日本大学法文学部を卒業し、同年に富士製鉄に入社。1965年に取締役に就任し、1967年に常務、1970年に新日本製鐵常務、1973年に専務、1977年に副社長、1979年に常任顧問を経て、1980年に山陽特殊製鋼社長に就任し、同社の再建に尽力。1986年に会長に就任し、1992年には相談役に就任。新日本製鐵室蘭硬式野球部の初代監督も務めた。
1975年に藍綬褒章を受章し、1984年に勲二等旭日重光章を受章。
2001年7月4日肺炎のために死去。86歳没。